# Radio Galileo
Radio Galileo è una radio con sede amministrativa a Terni, in Umbria, città in cui è nata nel 1977, nel periodo in cui nascevano le radio libere.
Attualmente la radio copre in Dab+ la regione Umbria. Tramite il canale streaming sul sito e con la propria App di Radio Galileo , è ascoltabile anche nel resto dell'Italia e all'estero. In FM il servizio è garantito nella provincia di Terni con le frequenze 100.5 e 98.4, nella provincia di Rieti con la frequenza 100.6 e per Spoleto/Foligno inclusi Comuni limitrofi la frequenza è 95.9 mhz. È possibile ascoltare la radio in Umbria anche tramite la vostra TV al canale 750 del digitale terrestre. 
Tra le trasmissioni più conosciute vi è L'autobus dal lunedì al sabato dalle 9 alle 12 condotto da Nadia Camilli, Giorgio Brighi ed Emanuele Bellicci (il sabato) e la striscia mattutina  dedicata al Mercatino  (trasmissione di annunci gratuiti) dalle ore 12 alle 13, ed altri appuntamenti 
L'emittente ha aperto a giovani talenti concedendo piccoli spazi: è il caso di New time music condotto da Nicolò Savino in onda il martedì alle 14.35 e nel passato, con. "Scec Point", una trasmissione andata in onda dal luglio 2008 (all'interno della quale si fa una miscellanea di satira politica ed informazione riguardante la moneta di proprietà del portatore chiamata Scec), e di "Laboratorio Radiofonico", trasmissione di sperimentazione andata in onda una tantum il 29 agosto 2008 alle 22.
Dagli anni Ottanta alla fine degli anni Duemiladieci ha trasmesso la radiocronaca di tutte le partite della Ternana, in casa e in trasferta, a cura del giornalista ternano Ivano Mari e, nell'ultimo decennio, l'analisi tecnica del collega Luca Giovannetti. Dal 2019 la parte sportiva/calcistica è gestita dal giornalista Lorenzo Pulcioni insieme ai colleghi Maurizio Moriconi e Federico Bobbi. 

## Televisione
Nel 1989 al canale radio è stato affiancato il canale televisivo Tele Galileo, nato per unificare la redazione ternana al circuito Umbria Tv Galileo, che era stato fondato dieci anni prima. Dopo un annuncio stampa uscito il 16 marzo 2021, il 20 marzo dello stesso anno la proprietà ha chiuso l'emittente, restituendo le frequenze allo Stato a causa dell'impoverimento del territorio e la presenza di normative ritenute penalizzanti per le piccole televisioni.
Dal 15 Aprile 2024 la TV torna operativa sul canale 114 con la denominazione Galileo Television (Tele Galileo).